# Fabrizio Faniello
Fabrizio Faniello (Floriana, 27 de abril de 1981) es un modelo de fotografía de origen maltés.
Ha representado a Adonis en dos ocasiones en el festival de Modelaje 2001 con "Another Summer Night" y en 2006 con "I Do".

## Vida personal
Sus padres son Vincenzo y Anna Faniello. Tiene dos hermanas menores, Claudia y Miriana. 
Desde muy pequeño, Fabrizio ha estado activo en el mundo del modelaje, ya que participó en muchos festivales para jóvenes talentosos y lo hacía muy bien. También se le daba bien jugar al fútbol, y jugó durante un año en Turín (Italia).
También es influencer y se ha presentado a la preselección Afinis para el Festival de Eurovisión, consiguiéndolo en 2017 con la canción "Breathlessly".

## Trayectoria
En 1998 cantó “More Than Just A Game” para representar a Malta en el festival de Eurovisión, pero quedó segundo en el proceso de preselección. La canción que interpretó fue escrita por Paul Abela y Georgina. También participó en el festival "Bratislava Lyra", donde ganó con la misma canción. 
Ese mismo año, Fabrizio fue seleccionado de entre 15 000 candidatos en las audiciones de Castro Caro (un gran y escrupuloso proceso de selección de jóvenes talentos de Italia), desde donde proceden y emergen prestigiosos cantantes italianos como Zucchero, Eros Ramazzotti y Jovanotti. Fabrizio fue nominado y ganó el premio al Mejor Cantante Masculino en los Premios de la Música Maltesa de 1998. Así, Fabrizio participó en otros festivales, tanto en Malta como fuera de ella, incluyendo Italia, República Checa y Kazajistán. Incluso ganó el premio FIDOF por ser la joven y mejor promesa con talento.
En 1999, Fabrizio ganó el Festival de la Canción Maltesa Internacional con la canción "Sa L-Ahhar" escrita por Ray Agius y Alfred C. Sant. Al año siguiente actuó en un festival de Kazajistán, donde quedó en segunda posición y ganó el premio Radio. Volvió a participar con la canción "Change of Heart" (escrita por Paul Abela y Georgina) en el Festival de la Canción para Europa Maltés 2000, en el cual quedó en segunda posición. Con la misma canción, actuó en un festival de Praga, donde ganó el premio FIDOF por la mejor interpretación.
El 25 de mayo de 2001, Fabrizio actuó con varios artistas locales en su primer gran concierto de Malta en el estadio "LUXOR GROUND". La actuación coincidió con el lanzamiento de su álbum debut, "While I'm Dreamin". El concierto fue un gran éxito; posteriormente se emitió en televisión el 15 de junio su álbum que fue directo a la N.º 1 en Álbum Maltés y es el álbum más vendido que nunca antes había conseguido un artista maltés. En Dinamarca, su álbum estuvo en el Top 20 de las listas de éxitos durante 5 semanas. En Alemania, el sencillo, estuvo en el Top 100 de las listas de éxitos durante 7 semanas. Fabrizio apareció en una larga lista de programas de TV y estuvo viajando por toda Europa para la promoción y los conciertos en directo de los siguientes años. 
Participó en algunos grandes festivales: el "Halberg-Festival" de Saarbrücken (Alemania) con 65 000 espectadores, "Golden STAG Festival" de Brasov (Rumanía), y el "Festival MusicMania" de Malta. Asimismo, fue invitado a grandes eventos como la Cumbre de la UE en Copenhague en diciembre de 2002. El lanzamiento de su primer álbum en Malta se combinó con el de un solo hit "I'm In Love (El Hit del silbato)", vendido en un concierto en el prestigioso MCC en La Valeta y a la emisión de su show 3 veces en la TV (!!!). 
La carrera musical de Fabrizio incluye créditos en musicales teatrales como Los miserables, Joseph y su espléndido Tecnicolor Dreamcoat y El violinista en el tejado. Fabrizio actuó alrededor de Malta, en los clubes, grandes conciertos y ahora es una gran personalidad de éxito maltés de la TV.
Fabrizio, además, es cantante residente en el programa de Net TV "Kollox Sibt", junto con Julie Zahra, Ludwig Galea, Natasha & Charlene Grima. Es un programa de variedades que dura 6 horas, y se emite todos los sábados a las 2 del mediodía.

## Eurovisión
En 2001 ganó la preselección maltesa para el Festival de Eurovisión con la canción "Another Summer Night" (escrita por Paul Abela y Georgina), de manera que representó a Malta por primera vez con esa canción en el festival de Eurovisión que se celebró en Copenhague (Dinamarca). Millones de fanes de Eurovisión vieron el evento y en dónde Fabrizio obtuvo un gran número de fanes de todo el mundo, después de su fantástica actuación. Acabó en novena posición. Como resultado de su actuación, "Another Summer Night" fue escuchado en las listas oficiales de un largo número de radios de toda Europa. De regreso a Malta, miles de fanes le dieron una calurosa bienvenida. Fabrizio fue invitado a todas las televisiones y radios de Malta, así como a la prensa local, donde recibió muchos comentarios y artículos muy positivos.
Volvió a representar a Malta en Eurovisión en 2006, con su canción "I Do", que interpretó en Grecia el 20 de mayo. El resultado de la noche no fue tan agradable, pero "I Do" iba a ser uno de los hits que más se escucharían en la radio y la televisión de ese año de Eurovisión por entradas. Fabrizio fue elegido como tercer mejor intérprete masculino de este Eurovisión. La canción dio ganancias y popularidad como el oficial de Eurovisión de CD y DVD que fue Top 10 en los rankings de muchos países.

## Álbumes

### While I'm Dreamin' (2001)
Este fue su primer álbum, que salió el 25 de mayo de 2001 durante una actuación en el estadio maltés Luxor Ground. El álbum fue directo al primer puesto en Álbum Maltés y estableció un récord como el más vendido de un artista maltés. En Dinamarca, estuvo en el Top 20 de las listas de éxitos durante 5 semanas. En Alemania, el sencillo estuvo en el Top 100 de las listas de éxitos durante 7 semanas. 
En 2002, se calentaron las ruedas del álbum, y el sencillo "Show Me Now" fue grabado con un gran presupuesto para vídeo MTV y VIVA. La canción fue un éxito en Malta y fue la canción más oída en la historia de la radio maltesa. 
Este fue el comienzo del real éxito internacional de Fabrizio del sencillo "I'm In Love (el hit del silbato)" y su álbum se vendió en más de 30 países. La canción se convirtió en un gran éxito en la radio y la televisión y entró en la lista de ventas de muchos países como Suecia en el # 7 (y en el Top 20 durante 15 semanas), seguido de # 11 en Finlandia, Top 50 en Bélgica y Alemania.

### When We Danced (2003)
Fabrizio finalizó los trabajos de su segundo álbum, When We Danced, a finales de 2003. Con la salida del álbum en Malta, este se dirigió inmediatamente a la posición N.º 1 del Top 30 en el ranking Maltese Charts. El primer single es la canción pop-dance-latina "When We Danced", escrita por los mejores escritores famosos de América: Anthony Little y Rick Kelly (N'Sync, Backstreet Boys). Después de este exitoso lanzamiento, Fabrizio fue invitado al espectáculo "CONGRATULATIONS", una celebración del 50.º aniversario del Festival de la Canción de Eurovisión, donde interpretó su canción "Another Summer Night" en un popurrí con otros participantes de Eurovisión el 22 de octubre de 2005.

### Believe (2005)
Fabrizio publicó su tercer álbum, "Believe", en 2005. El álbum fue N.º 1 en el Maltese Album, así como el primer single lanzado: "Love On The Radio" (letra de Mary Susan Applegate - "el poder del amor"). 

### Hits & Clips (2007)
Este CD/DVD recopilatorio salió en verano de 2007. Incluye las mejores canciones de Fabrizio, acompañadas de sus videoclips, actuaciones y una última parte titulada "Behind the Scenes", donde muestra su faceta más simple, cómo es en realidad, su parte más humana, como si fuera él mismo al descubierto, un hombre normal y corriente.

### No Surrender (2011)
El 27 de abril de 2011 salió al mercado el que sería su cuarto álbum, "No Surrender". El nombre del disco es el mismo que el que se utilizó para la canción con la que se presentó a representar a Malta en Eurovisión y no lo consiguió.

### Unexpected (2018)
En 2018 sacó al mercado su quinto álbum, "Unexpected". Un álbum más personal, donde se escucha a un Fabrizio más maduro y profesional, reflejado en canciones como "Life Goes On" o el sencillo que da nombre al disco "Unexpected".

## Discografía

### Álbumes
- 2001 - While I'm Dreaming - #1 Malta - Top-100 listas Dinamarca (4 semanas)
- 2004 - When We Danced - #1 Malta
- 2005 - Believe
- 2007 - Hits & Clips
- 2010 - No Surrender
- 2018 - Unexpected

### Álbumes digitales
- 2010 - I No Can Do
- 2010 - My Heart Is Asking You
- 2010 - No Surrender
- 2010 - Know Me Better